# Glikosfingolipid
Glikosfingolipidi su tip glikolipida. Oni sadrže amino alkohola sfingozina. Ova hemijska klasa obuhvata:
- Cerebrozide
- Gangliozide
- Globozide

## Literatura
- Guido Tettamanti; Gianfrancesco Goracci; Abel Lajtha (2009). Handbook of Neurochemistry and Molecular Neurobiology: Neural Lipids (3. изд.). Springer. ISBN 978-0-387-30345-1.
- Charles Chalfant; Maurizio Del Poeta (2010). Sphingolipids as signaling and regulatory molecules (1. изд.). Springer. ISBN 978-1-4419-6740-4.

## Spoljašnje veze
- Glycosphingolipids на 